# Onthophagus schoolmeestersi
Onthophagus schoolmeestersi är en skalbaggsart som beskrevs av Teruo Ochi och Masahiro Kon 2007. Onthophagus schoolmeestersi ingår i släktet Onthophagus och familjen bladhorningar. Inga underarter finns listade i Catalogue of Life.